# النوبة الجزائرية
[بحاجة لمصدر]

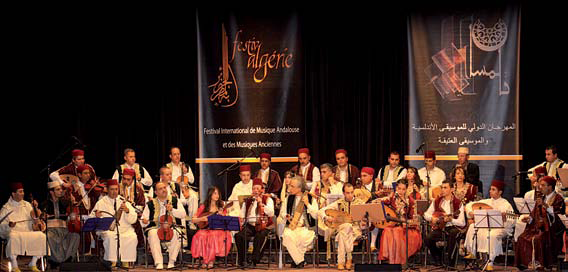
فرقة موسيقية جزائرية تلمسان

النوبة الجزائرية · ، هي عبارة عن قطع موسيقية تترتب في سبع وحدات ذو مقطوعات بعضها ألحان صامتة وبعضها غنائية لكلام من الموشح والزجل، وهي: الانسجام التشويه الدرج المصدر الانقلاب وأخيرا الخلاص وهي تتضمن مجموعة من القوالب الآلية.
وللنوبة الجزائرية أنواع متعددة منها: نوبة «سيدي موسى» ونوبة «زمان يا مان»

## تاريخ

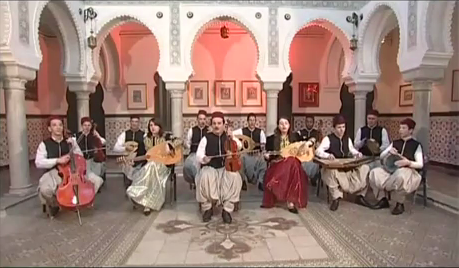
فرقة أندلسية جزائرية ولاية مستغانم

تستقطب الموسيقى الأندلسية التي تعد من أهم الفنون الموسيقية الراقية في الجزائر جمهورًا واسعًا، كما تحظى برواج كبير في البلاد، إلا أن هذه الموسيقى تختلف من منطقة إلى أخرى، حتى إننا نجد ثلاث مدارس عريقة في تلمسان وقسنطينة والجزائر العاصمة.
تعتبر الموسيقى الأندلسية  منذ القرن العاشر أحد أهم المكونات الشاهدة على أهمية التراث الشفوي الذي انتقل من بلاد الأندلس الإسلامية إلى بلاد المغرب العربي وخاصة الجزائر وتناقلته الأجيال فيما بعد، فخلال هجرتهم إلى بلدان المغرب العربي فرارًا من أهوال محاكم التفتيش الإسبانية إثر سقوط غرناطة سنة 1492 ميلاديًا، حمل الأندلسيون معهم الفنون الموسيقية التي انتشرت في مختلف المناطق هناك، فكانوا بمثابة الجامع له.
استقبل الجزائريون في بلادهم، الموسيقى الأندلسية بنصوصها الأدبية وأوزانها الإيقاعية ومقاماتها الموسيقية، ثم طورها وهذبها الموسيقيون الجزائريون، وأضافوا لها ألحانًا وأشعارًا محلية كثيرة، حتى باتت مزيجًا بين الاثنين.
نتيجة ذلك، أصبح لهذا الفن الكلاسيكي العريق مكانة كبيرة في الجزائر، حتى إنه يمتلك جمهورًا وقاعدة شعبية كبيرة بين الناس في مختلف مدن وقرى الجزائر الكثيرة، لما له من قدرة كبيرة على تربية النفس وتهذيبها والارتقاء بالأذواق وتنمية المواهب وصقلها.
كما كانت هناك مدارس عدة لهذا الفن في بلاد الأندلس، فقد تشكلت في المدن الجزائرية أيضًا، مدارس عديدة لهذا الفن الأصيل، تتميز كل منها بخصوصيات في النَوْبَات والأداء والأزْجَال، ما يجعل إمكانية التفريق بين ألحان كل مدرسة، أمرًا متاحًا حتى لغير المختصين في الموسيقى.
لا يقتصر فن المالوف الذي يُغنى في العادة باللغة العربية الفصحى، على القصائد والألحان فقط، بل جامع للمقامات المغاربية العربية الأصيلة
في البداية تشكلت مدرستان عريقتان: الأولى في تلمسان وتشتهر بـ«الغرناطي»، أما الثانية فهي في قسنطينة عاصمة المالوف، أما ثالث هذه المدارس فقد برزت في وقت متأخر في عاصمة البلاد وعرفت باسم «موسيقى الصنعة».
يذكر أن هذا الطابع الفني، ظهر لأول مرة في الأندلس في القرن الـ10 الميلادي على شكل نصوص أدبية مُغناة، ترعرعت هناك واشتهرت باسم الموشحات، وهي تسمية مشتقة من وشاح المرأة، أي الحزام المزَيَن والمرصع باللآلئ والجواهر الذي يضفي جمالاً وجاذبيةً على من ترتديه.
ونتج هذا الفن عن التزاوج بين موسيقى النصارى أي الغناء الشعبي الإسباني الذي كان موجودًا قبل دخول المسلمين إلى شبه الجزيرة الأيبيرية، والغناء والشعر العربي الذي قدم من المشرق عندما حل المسلمون ببلاد الأندلس، لتكون الموشحات بذلك أحد أبرز الجسور الثقافية بين الشرق والغرب.

## تلمسان حاضنة الفن الغرناطي
أولى هذه المدارس التي تأسست في الجزائر كانت في مدينة تلمسان كما قلنا في السابق، فتأسست هذه المدرسة للمحافظة على هذا الفن، حيث تبنت مدرسة الغرناطي للموسيقى الأندلسية بتلمسان هذا الفن واهتمت بهذا الموروث الثقافي فحافظت على أصالته وواصلت أعمال التجديد بداخله.
لقبت تلمسان بغرناطة إفريقيا، فقد كانت أول ولاية جزائرية احتضنت الفن الأندلسي، وإلى اليوم ما زالت هذه المدينة «عاصمة الموسيقى الأندلسية» الجزائرية ومعقل العديد من الفنانين الذين ساهموا في الحفاظ على أصالة هذا الفن، وفي تفتحه على الحداثة الموسيقية ليزاوج بين الاثنين.
ترعرع هذا الفن الأصيل في عاصمة الزيانيين مدينة تلمسان، فقد احتضن الأهالي هذا الفن الأصيل بنغماته وقصائده وتبنوه حتى صار جزءًا من هويتهم الثقافية، لتجمع هذه المدينة بذلك بين سحر طبيعتها ورقة فنها الوافد الجديد.
يعتمد فن الغرناطي على مفهوم النوبة وعلى مجموعة مصطلحات تشترك فيها أنماط الموسيقى الأندلسية المغاربية، ويعتبر فن المطروز والحوزي أحد أنواعه، ويبلغ الرصيد في مدرسة الغرناطي 12 نوبة كاملة (أي تتضمن المراحل الإيقاعية كلها) و4 نوبات ناقصة، كما كانت هناك نوبات أخرى تستعمل إيقاعات خاصة تسمى انقلابات.
والنوبة هي مزيج بين الموسيقى العربية والأندلسية ويبلغ عدد عازفيها أكثر من 30 موسيقيًا، وتتصدر آلة العود العربية الجوق بينما تنال مجموعة الكمان حصة الأسد، متبوعة بعدد من الآلات الإيقاعية مثل الطبل وكذلك آلتي القانون والناي.

## المالوف مرجع الموسيقى الأندلسية في قسنطينة
بعيد بعض الشيء عن تلمسان في الشرق الجزائري، نجد مدرسة ثانية اشتهرت بفن المالوف، حيث أصبح هذا الفن العريق مرجعًا للموسيقى الأندلسية في مدينة قسنطينة الجزائرية، وهذا الاسم مشتق من كلمة «مألوف» وتعني «وفي للتقاليد»، ويتغنى هذا الفن بالطبيعة وجمال المرأة والحب والفراق ضمن قصائد الشعر.
تعود أصول هذا الفن وفق ما هو متداول وسط الباحثين والمؤرخين إلى مدرسة إشبيلية (عاصمة منطقة أندلوسيا بإسبانيا)، وتم إدخال المألوف إلى قسنطينة عن طريق المهاجرين الأندلسيين إبان حكم الدولة العثمانية في الجزائر.
لا يقتصر فن المالوف الذي يُغنى في العادة باللغة العربية الفصحى، على القصائد والألحان فقط، بل جامع للمقامات المغاربية العربية الأصيلة، ويسمى المقام الموسيقي في «المالوف» بالنوبة وذلك لتناوب المقامات الواحد تلو الآخر، ويصل عددها في الأصل إلى 24 نوبة نسبة لعدد ساعات اليوم، لكن لم يصل منها إلى عصرنا سوى 12 نوبة فقط.
تعد «الصنعة» إحدى الأنواع العديدة للتراث الموسيقي الجزائري الذي يجمع بين النوبات الكاملة والانقلابات والمراجع الشعبية والدينية
تتكون مادة موسيقى المالوف النظمية المنتشرة في«مدينة الجسور المعلقة» قسنطينة وباقي مدن المنطقة، من الشعر والموشحات والأزجال والدوبيت والقوما مع ما أضيف لها من لمسات لحنية أو نظمية محلية جمعت بينها دائرة النغم والإيقاع وما استعير من نصوص وألحان مشرقية.
يستعمل في هذا الفن الأندلسي مجموعة من الآلات الموسيقية في النوبات التقليدية وهي: الغيطة (آلة نفخية)، وآلات رقية من جلود الحيوانات منها: النوبة وتستعمل في الموكب المولدي، وتحل محلها داخل الزاوية الطبلة «الدربوكة» والطار ويسمى بالندير العيساوي وهو ما وجدت به صنوج نحاسية، وآلة النقرة، كما تؤدى النوبات في الفرق بمجموعات موسيقية وهي تضم من الآلات الوترية: العود والكمنجة والقانون والقرنيطة والناي.
في هذا الفن، اشتهر العديد من الشيوخ ومن بينهم الشيخ محمد الطاهر الفرقاني وحمدي بناني وقدور الدرسوني وغيرهم من الفنانين الذين حاولوا التمسك بالفن الأندلسي وتوريثه للأجيال عبر مدارس معروفة في المدينة، فيما حاول كثيرون من تلامذة شيوخ المالوف الإبقاء على الفن الأصيل ولكن بإدخال آلات عصرية خفيفة تحافظ على القصائد التي يتغنى بها الفنانون والحفاظ على الإيقاع.

## «الصَنْعَة» موسيقى العاصمة
يعد هذا الفن أحد الأنواع العديدة للتراث الموسيقي الجزائري الذي يجمع بين النوبات الكاملة والانقلابات والمراجع الشعبية والدينية، وهو الشكل العاصمي للموسيقى الأندلسية، وقد بدأ هذا الفن بالظهور بعد قدوم المهاجرين الأندلسيين، لا سيما القرطبائيين، إلى الجزائر العاصمة.
تأسس هذا الفن بالأساس وتمت ممارسته بشكل أساسي في المدن الكبرى في شمال البلاد وهي العاصمة الجزائر والبليدة وشرشال ومستغانم، فضلاً عن بجاية، وأخذ هذا الفن طابع الموسيقى الإقليمية، نظرًا للانتشار الكبير الذي عرفه.
لأهمية هذا النوع الموسيقي أسست وزارة الثقافة الجزائر سنة 2006، المهرجان الثقافي الوطني للموسيقى الأندلسية "الصنعة"، وبدأ هذا المهرجان نشاطه الفعلي سنة 2007، وتتمثل مهمته أساسًا في ترقية هذا الطابع من الموسيقى الأندلسية، من خلال إبراز أسماء الشيوخ الذين صنعوا هذا الفن وعملوا على استمراريته ونقله للأجيال.
هذا الفن بات أحد رموز العاصمة الجزائرية حيث حل بها قبل ستة قرون وعمر بها مع الفتوحات العثمانية للمدينة ليترعرع ويزدهر ويتجذر، وفي مختلف أحياء المدينة القديمة لا تخلو المحلات والحواري من موسيقى «الصنعة» حيث تصدح قصائده التي يحفظها الكثير من سكان العاصمة عن ظهر قلب.

## المهرجانات
- مهرجان الجزائر الدولي للموسيقى الأندلسية والموسيقى العتيقة

## وصلات خارجية
- الموسيقى الأندلسية.. من بغداد إلى قرطبة